# Orville Elias Babcock
‎
Orville Elias Babcock, ameriški general in inženir, * 25. december 1835, Franklin, Vermont, † 2. junij 1884, Mosquito Inlet, Florida.